# Walter de Gruyter
Walter de Gruyter GmbH (де Гройтер) — немецкое научное издательство, специализирующееся на издании академической литературы. Выпускает около 800 новых наименований в год, половина из них на английском языке.

## История издательства
Издательство возводит свою историю к Книготорговой лавке Реального училища (нем. Realschulbuchhandlung), учреждённой при берлинском Королевском реальном училище, которое возглавлял Иоганн Юлиус Хекер. 29 октября 1749 года король Пруссии Фридрих Великий подписал патент, позволявший училищу покупать, продавать, издавать и печатать книги. Эпоха расцвета этого книготоргового и издательского предприятия началась уже в XIX веке, когда Георг Андреас Раймер в 1800 году его возглавил, а в 1822-м выкупил. Издательство Раймера (нем. Verlag Georg Reimer) перешло далее к сыну, а затем и к внуку Раймера, у которого его приобрёл в 1897 году Вальтер де Гройтер. На протяжении последующих 20 лет де Гройтер приобрёл также несколько других издательских фирм, в 1918 году основав Объединённое научное издательство Вальтера де Гройтера (нем. Vereinigung wissenschaftlicher Verleger, Walter de Gruyter & Co.).

## Сфера деятельности
Сфера издательской программы включает в себя издание книг по искусству, истории, археологии, теологии, философии, биологии, химии, лингвистике, литературе, математике, физике, а также праву и медицине. Помимо отдельных книг, издательство занимается выпуском многотомных, ориентированных на профессионалов, серий. Таких, как издающаяся с 1992 года Всеобщая энциклопедия искусства (нем. Allgemeines Künstlerlexikon (AKL)). У издательства на базе сайта есть своя коммерческая электронная библиотека.

## Подразделения
- De Gruyter Mouton. Стало частью de Gruyter в 1977 году, до этого называлось Mouton Publishers. Штаб-квартира — в Гааге, специализируется на лингвистических работах;
- De Gruyter Saur. В прошлом независимая группа K. G. Saur Verlag[англ.]. Штаб-квартира — в Мюнхене, специализируется на справочной информации;
- С 2011 года de Gruter принадлежат все научные журналы, ранее публиковавшиеся Berkeley Electronic Press[англ.];
- В том же году de Gruyter выкупило издательство открытого доступа Versita. Под контролем de Gruyter оно не поменяло своей модели распространения и в дальнейшем стало частью De Gruyter Open;
- В 2013 году в состав группы вошли в Cornelsen Verlag[англ.] и  Akademie Verlag, в прошлом бывшее частью издательского подразделение Общества немецких химиков — Verlag Chemie. Специализируется на гуманитарных дисциплинах. Издательство VCH, публикующее научно-технические журналы ранее стало частью John Wiley & Sons.
- В 2019 году Walter de Gruyter выкупил издательство Klaus Schwarz Verlag, основанное тюркологом Клаусом Шварцем в 1969 году во Фрайбурге. Издательство специализировалось на научной литературе по иранистике, синологии, арабистике, исламоведению и тюркологии/османистике[2].
- В октябре 2023 года Де Гройтер объединилось с крупным нидерландским издательством Brill. С 2024 года издательство переименовано в De Gruyter Brill.